# Угандийско-южносуданские отношения
Угандийско-южносуданские отношения — двусторонние дипломатические отношения между Угандой и Южным Суданом. Протяжённость государственной границы между странами составляет 475 км.

## Политические связи
Политические отношения между Южным Суданом и Угандой были дружественными на протяжении нескольких десятилетий, в отличие от отношений Кампалы с правительством в Хартуме, которые часто были натянутыми. Одна из причин этого заключается в том, что президент Судана Омар аль-Башир предположительно оказывал поддержку Господней армии сопротивления (ЛРА), которая терроризировала северную часть Уганды в течение многих лет.
Президент Уганды Йовери Мусевени был другом лидера повстанцев Южного Судана Джона Гаранга и поддерживал Народную армию освобождения Судана (НОАС), которая боролась за независимость региона. За день до того, как в Южном Судане состоялся референдум о независимости, Йовери Мусевени публично высказался за разделение Судана, заявив, что единство должно быть на добровольной основе, а не на подавлении и неравенстве.
Через две недели после свержения президента Судана Омара аль-Башира министр иностранных дел Уганды Генри Орием Окелло объявил, что его страна может предложить Омару аль-Баширу убежище.

## Экономические связи
Южный Судан в последние годы стал крупнейшим импортером угандийских товаров. Свыше 150 000 угандийских торговцев работают через границу, получая дохода в сумме около 900 миллионов долларов США. Южный Судан в значительной степени полагается на своих соседей в предоставлении таких товаров, как строительные материалы, и таких услуг, как квалифицированная и неквалифицированная рабочая сила. Приблизительно 1500 угандийцев работают в Южном Судане в строительной отрасли и 1200 угандийских специалистов работают там в неправительственных организациях, министерствах и отраслях.
Правительства Уганды и Южного Судана предприняли шаги по укреплению экономических связей, включая совместный проект по строительству современного рынка в Джубе, что оценивается примерно в 850 000 долларов США.

## Образовательный обмен
Более 100 000 учеников из Южного Судана в настоящее время посещают школы в Уганде, и ожидается, что в ближайшие годы еще тысячи будут обучаться на бакалавриат и аспирантуру в Кении и Уганде.

## Пограничный спор
В 2005 году возник пограничный спор между общинами в округе Каджо-Кеджи в Южном Судане и угандийском округе Мойо. Напряжённость и инциденты с применением насилия вдоль границы вынудили приостановить проект по строительству дороги и вышки связи в этом районе. Президенты Уганды и Южного Судана встретились в ноябре 2010 года, чтобы способствовать мирному урегулированию спора, но соглашение пока не достигнуто. Ожидалось, что геодезисты из Уганды проинспектируют границу в 2011 году.

## Господня армия сопротивления
На основе соглашения с правительством в Хартуме, вооружённые силы Уганды вошли в Южный Судан в 2002 году для борьбы с повстанцами ЛРА. Срок соглашения истёк в 2006 году и оно не было официально продлено региональным правительством Южного Судана, но Уганде было разрешено продолжать военные операции. Разногласия возникли по дальнейшей стратегии, когда Джозеф Кони (лидер ЛРА) дважды отказался явиться для подписания мирных соглашений. В июне 2008 года отношения между Южным Суданом и Угандой ещё больше обострились, когда солдат вооружённых сил Уганды обвинили в том, что они выдавали себя за повстанцев ЛРА и убивали и похищали мирных жителей в округе Набанги. После этого инцидента Южный Судан потребовал от Уганды вывести свои войска со своей территории. Тем не менее, в 2008—2009 годах войска из Уганды, Южного Судана и Конго начали совместное наступление в районе Гарамбы в Демократической Республике Конго, пытаясь уничтожить повстанцев ЛРА военным путём.
По оценкам, численность личного состава ЛРА исчисляется сотнями, а присутствие их сил в значительной степени размещено не в Северной Уганде. Но ЛРА продолжает атаковать штаты Западная Экваториальная провинция и Западный Бахр-эль-Газаль в Южном Судане. По состоянию на апрель 2011 года в результате 14 нападений ЛРА 10 человек погибли и 29 были похищены. НОАС вооружила и обучила местные общественные организации защиты, называемые «Arrow Boys», для защиты деревень в районах Южного Судана, всё ещё затронутых группировкой повстанцев.